# Campionati del mondo di ciclismo su strada - Cronometro maschile Juniors
La cronometro maschile Juniors è una delle prove disputate durante i campionati del mondo di ciclismo su strada. Aperta ai ciclisti di età compresa tra 17 e 18 anni, fu corsa per la prima volta nel 1994. Dal 1994 al 1996 e dal 2005 al 2010 si tenne all'interno del programma dei campionati del mondo di ciclismo su strada juniors, riservati unicamente ad atleti della categoria.

## Albo d'oro
Aggiornato all'edizione 2024.
| Anno | Vincitore                                    | Secondo                                      | Terzo                                        |
| ---- | -------------------------------------------- | -------------------------------------------- | -------------------------------------------- |
| 1994 | Dean Rogers                                  | Heat Sandall                                 | Laurent Lefèvre                              |
| 1995 | Joshua Kane Collingwood                      | Mirko Lauria                                 | Cadel Evans                                  |
| 1996 | Simone Lo Vano                               | Mathew Hayman                                | Jurij Krivcov                                |
| 1997 | Torsten Hiekmann                             | Michael Rogers                               | Aleksej Markov                               |
| 1998 | Fabian Cancellara                            | Torsten Hiekmann                             | Filippo Pozzato                              |
| 1999 | Fabian Cancellara                            | Ruslan Kajumov                               | Christian Knees                              |
| 2000 | Piotr Mazur                                  | Vladimir Gusev                               | Christian Müller                             |
| 2001 | Jurgen Van Den Broeck                        | Oleksandr Kvačuk                             | Niels Scheuneman                             |
| 2002 | Michail Ignat'ev                             | Mark Jamieson                                | Vincenzo Nibali                              |
| 2003 | Michail Ignat'ev                             | Dmytro Hrabovs'kyj                           | Viktor Renang                                |
| 2004 | Patrick Gretsch                              | Roman Kreuziger                              | Stefan Schäfer                               |
| 2005 | Marcel Kittel                                | Alexandr Pliuschin                           | Sjarhej Papok                                |
| 2006 | Marcel Kittel                                | Étienne Pieret                               | Tony Gallopin                                |
| 2007 | Taylor Phinney                               | John Degenkolb                               | Nikita Novikov                               |
| 2008 | Michał Kwiatkowski                           | Jakob Steigmiller                            | Taylor Phinney                               |
| 2009 | Luke Durbridge                               | Lawson Craddock                              | Lasse Norman Hansen                          |
| 2010 | Bob Jungels                                  | Jasha Sütterlin                              | Lawson Craddock                              |
| 2011 | Mads Würtz Schmidt                           | James Oram                                   | David Edwards                                |
| 2012 | Oskar Svendsen                               | Matej Mohorič                                | Maximilian Schachmann                        |
| 2013 | Igor Decraene                                | Mathias Krigbaum                             | Zeke Mostov                                  |
| 2014 | Lennard Kämna                                | Adrien Costa                                 | Michael Storer                               |
| 2015 | Leo Appelt                                   | Adrien Costa                                 | Brandon McNulty                              |
| 2016 | Brandon McNulty                              | Mikkel Bjerg                                 | Ian Garrison                                 |
| 2017 | Thomas Pidcock                               | Antonio Puppio                               | Filip Maciejuk                               |
| 2018 | Remco Evenepoel                              | Luke Plapp                                   | Andrea Piccolo                               |
| 2019 | Antonio Tiberi                               | Enzo Leijnse                                 | Marco Brenner                                |
| 2020 | annullato a causa della pandemia di COVID-19 | annullato a causa della pandemia di COVID-19 | annullato a causa della pandemia di COVID-19 |
| 2021 | Gustav Wang                                  | Joshua Tarling                               | Alec Segaert                                 |
| 2022 | Joshua Tarling                               | Hamish McKenzie                              | Emil Herzog                                  |
| 2023 | Oscar Chamberlain                            | Ben Wiggins                                  | Louis Leidert                                |
| 2024 | Paul Seixas                                  | Jasper Schoofs                               | Matisse Van Kerckhove                        |

## Medagliere
| Pos.   | Nazione       | Oro | Argento | Bronzo | Totale |
| ------ | ------------- | --- | ------- | ------ | ------ |
| 1      | Germania      | 6   | 4       | 7      | 17     |
| 2      | Australia     | 4   | 5       | 3      | 12     |
| 3      | Belgio        | 3   | 1       | 2      | 6      |
| 4      | Stati Uniti   | 2   | 4       | 5      | 11     |
| 5      | Italia        | 2   | 2       | 3      | 7      |
| 6      | Russia        | 2   | 2       | 2      | 6      |
| 7      | Danimarca     | 2   | 2       | 1      | 5      |
| 8      | Gran Bretagna | 2   | 2       | 0      | 4      |
| 9      | Polonia       | 2   | 0       | 1      | 3      |
| 10     | Svizzera      | 2   | 0       | 0      | 2      |
| 11     | Francia       | 1   | 1       | 2      | 4      |
| 12     | Norvegia      | 1   | 0       | 0      | 1      |
| 12     | Lussemburgo   | 1   | 0       | 0      | 1      |
| 14     | Ucraina       | 0   | 2       | 1      | 3      |
| 15     | Paesi Bassi   | 0   | 1       | 1      | 2      |
| 16     | Nuova Zelanda | 0   | 1       | 0      | 1      |
| 16     | Slovenia      | 0   | 1       | 0      | 1      |
| 16     | Moldavia      | 0   | 1       | 0      | 1      |
| 16     | Rep. Ceca     | 0   | 1       | 0      | 1      |
| 20     | Bielorussia   | 0   | 0       | 1      | 1      |
| 20     | Svezia        | 0   | 0       | 1      | 1      |
| Totale | Totale        | 30  | 30      | 30     | 90     |